# صهدان (السدة)

تعديل مصدري - تعديل

صهدان محلة تابعة لقرية بيت الشامي في المرخام، التابعة لعزلة المرخام بمديرية السدة إحدى مديريات محافظة إب في الجمهورية اليمنية.، بلغ تعداد سكانها 139 حسب تعداد اليمن لعام 2004.